# Chamyla affinis
Chamyla affinis là một loài bướm đêm trong họ Noctuidae.